# 74-я стрелковая бригада
Не следует путать с 74-й стрелковой бригадой формирования 1941 года
74-я отдельная стрелковая бригада, воинское формирование вооружённых сил СССР в Великой Отечественной войне.
Сокращённое наименование — 74 осбр.

## История
Бригада формировалась в Барнауле, точнее на 18-м железнодорожном разъезде на берегу Барнаулки, штаб бригады находился в Барнауле, проспект Ленина, 11. Формирование бригады затянулось — хотя бригада и являлась добровольческой, это название не в полной мере отражает действительность, часть бригады составили спецпереселенцы (кулаки и прочий "антисоветский элемент) и не все из них охотно шли на войну. При этом, немало добровольцев было и из этого состава.
Строго говоря, является 74-й стрелковой бригадой 2-го формирования, поскольку осенью 1941 года была сформирована 74-я отдельная стрелковая бригада, вскорости переименованная в морскую.
В действующей армии с 04.10.1942 по 26.04.1943 года.
16.09.1942 отправилась эшелоном в Подмосковье, где доукомплектовалась, оттуда к 06.10.1942 года — переброшена к станции Селижарово, где выгрузилась.
Совершила 170-километровый пеший марш от мест выгрузки к позициям в район западнее Белого. личный состав был совершенно истощён. Заняла исходные позиции только к середине ноября 1942 года, некоторое время отдыхала.
Из воспоминаний ветерана бригады Н. Ф. Зайцевой:
 Шли в основном ночью, а дороги там такие, что не только человек — лошадь не пройдёт, — рассказывает Нина Феофановна. — Примерно в это же время появились у нас в медсанбате и первые пациенты — дистрофики. Пайка хлеба — 25 граммов. Разве это еда для взрослого человека? А 25 ноября 1942 года был первый бой. И уже в этот день все отделения медсанбата были заполнены до отказа…
25.11.1942 года перешла в наступление южнее города Белый, находясь на правом, дальнем от города фланге ударной группы армии. При поддержке танковых рот 65-й танковой бригады (1-го механизированного корпуса) разгромила части 2-й авиаполевой дивизии в опорных пунктах Емельяново и Шипарево, продолжила наступление на Быково в долине Вейны. Продвинулась очень глубоко на восток, оторвавшись от своих частей.
07-08.12.1942 немецкие войска нанесли удар с юга на Белый и бригада попала в окружение, откуда остатки бригады вышли к 15.12.1942. По немецким оценкам, бригада была полностью уничтожена.
После операции бригада была выведена в резерв, где пополнялась и доукомплектовывалась.
В январе-феврале 1943 года вела бои близ города Локня.
06.05.1943 обращена на формирование 56-й гвардейской стрелковой дивизии

## Полное название
- 74-я стрелковая бригада
- также 74-я Алтайская стрелковая бригада
- также 74-я Сталинская добровольческая отдельная стрелковая бригада[2]

## Подчинение
| Дата            | Фронт (округ)            | Армия      | Корпус                | Примечания |
| --------------- | ------------------------ | ---------- | --------------------- | ---------- |
| 01.08.1942 года | Сибирский военный округ  | -          | -                     | -          |
| 01.09.1942 года | Сибирский военный округ  | -          | 6-й стрелковый корпус | -          |
| 01.10.1942 года | Московский военный округ | -          | 6-й стрелковый корпус | -          |
| 01.11.1942 года | Калининский фронт        | 22-я армия | 6-й стрелковый корпус | -          |
| 01.12.1942 года | Калининский фронт        | 41-я армия | 6-й стрелковый корпус | -          |
| 01.01.1943 года | Калининский фронт        | 41-я армия | 6-й стрелковый корпус | -          |
| 01.02.1943 года | Калининский фронт        | 41-я армия | 6-й стрелковый корпус | -          |
| 01.03.1943 года | Калининский фронт        | 41-я армия | 6-й стрелковый корпус | -          |
| 01.04.1943 года | Калининский фронт        | -          | 6-й стрелковый корпус | -          |

## Командиры
- полковник Репин, Иван Прокофьевич (июнь 1942 — январь 1943);
- полковник Асафьев, Василий Андрианович (январь — 5 мая 1943)